# Santed
Santed es un municipio y localidad española de la provincia de Zaragoza, en la comunidad autónoma de Aragón. El término municipal tiene una población de 71 habitantes (INE 2024).

## Geografía

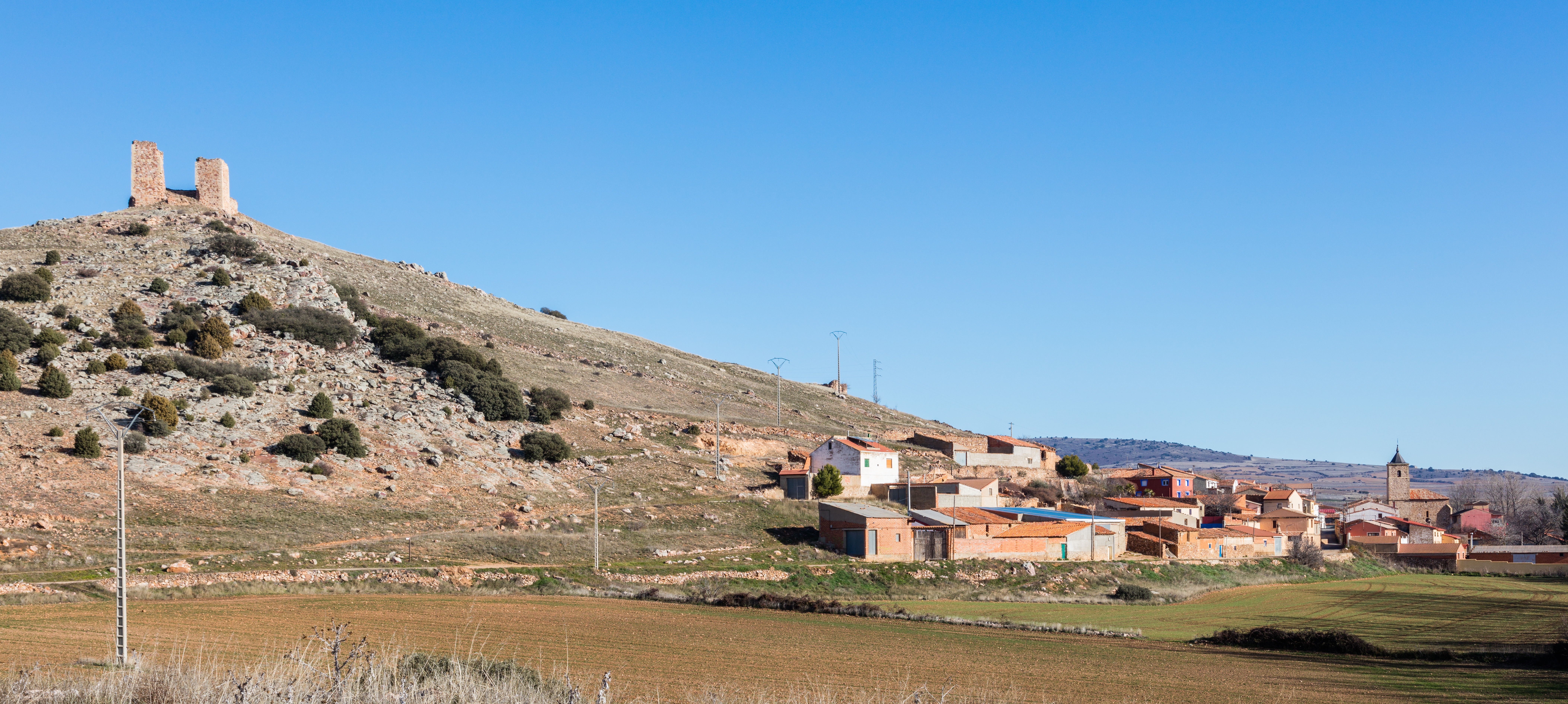
Vista de la localidad y el castillo

El término municipal tiene un área de 17,79 km². Parte de él está ocupado por la reserva natural dirigida de la Laguna de Gallocanta.

## Historia
En el año 1248, por privilegio de Jaime I, este lugar se desliga de la dependencia de Daroca, pasando a formar parte de Sesma del Campo de Gallocanta, en la Comunidad de Aldeas de Daroca, que en 1838 fue disuelta.

## Demografía
Santed cuenta con una población de 71 habitantes (INE 2024).
| Gráfica de evolución demográfica de Santed entre 1842 y 2021                                                        |
| |
| Población de derecho según los censos de población del INE Población de hecho según los censos de población del INE |

## Administración y política
| Período   | Alcalde                 | Partido |  |
| --------- | ----------------------- | ------- |  |
| 1979-1983 | José Luis Pardos Cubero | UCD     |  |
| 1983-1987 |                         |         |  |
| 1987-1991 |                         |         |  |
| 1991-1995 |                         |         |  |
| 1995-1999 |                         |         |  |
| 1999-2003 |                         |         |  |
| 2003-2007 |                         |         |  |
| 2007-2011 |                         |         |  |
| 2011-2015 |                         |         |  |
| 2015-2019 | Eduardo Pardos Enguita  | PP      |  |

| Partido político    | Partido político                                   | 2003   | 2007   | 2011   | 2015   |
| Partido político    | Partido político                                   | Ediles | Ediles | Ediles | Ediles |
|                     | Partido Popular de Aragón (PP)                     | 1      | 1      | 3      | 3      |
|                     | Partido de los Socialistas de Aragón (PSOE-Aragón) | —      | —      | —      | —      |
|                     | Partido Aragonés (PAR)                             | —      | —      | —      | —      |
|                     | Chunta Aragonesista (CHA)                          | —      | —      | —      | —      |
| Total de concejales | Total de concejales                                | 1      | 1      | 3      | 3      |

## Patrimonio
- Castillo de Santed del siglo XIV.
- Ermita de la Virgen del Pilar.

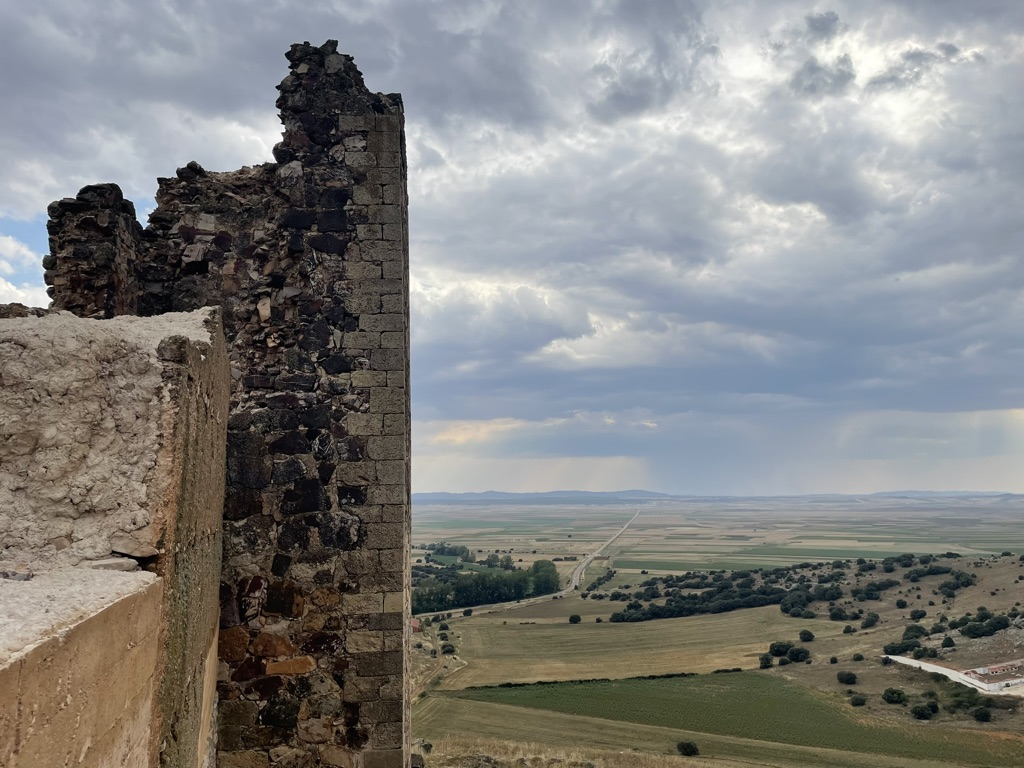
El castillo se encuentra en proceso de restauración. Se puede apreciar una parte ya reconstruida y parte de la antigua torre intacta. Con las vistas hacia Castilla.

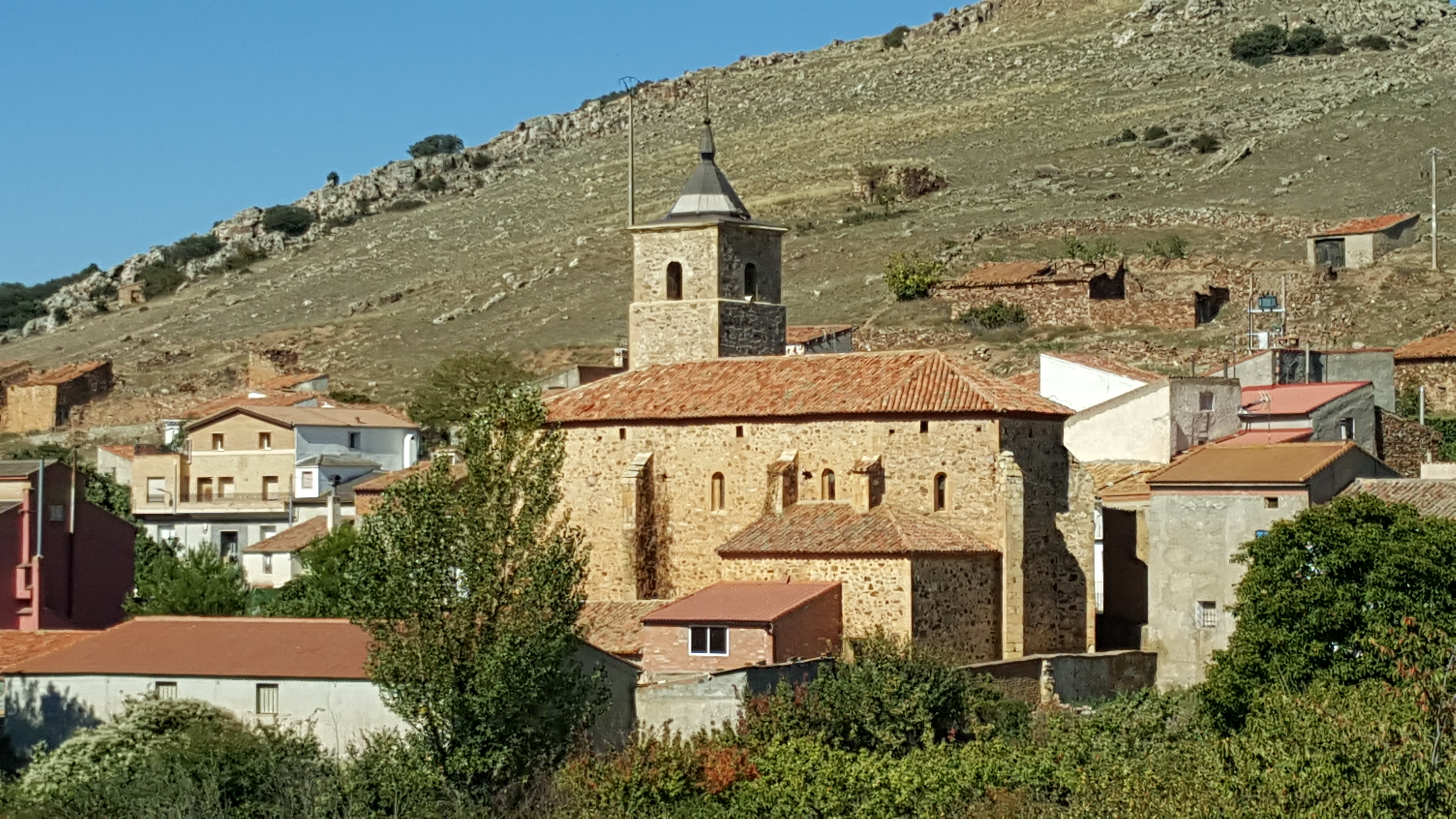
Iglesia de Santiago Apóstol

- Iglesia dedicada a Santiago Apóstol de finales del siglo XV.